# Gülderen Çelik
Pour les articles homonymes, voir Çelik.
Gülderen Celik est une karatéka turque connue pour avoir remporté le titre de championne d'Europe en kumite individuel féminin moins de 53 kilos aux championnats d'Europe de karaté 2003 et 2007.

## Résultats
| Résultat           | Date        | Épreuve                   | Catégorie | Compétition                | Ville hôte                             |
| ------------------ | ----------- | ------------------------- | --------- | -------------------------- | -------------------------------------- |
| Médaille d'or      | 9 mai 2003  | Kumite individuel - 53 kg | Seniors   | Championnats d'Europe 2003 | Brême, en Allemagne                    |
| Médaille de bronze | 13 mai 2005 | Kumite individuel - 53 kg | Seniors   | Championnats d'Europe 2005 | San Cristóbal de La Laguna, en Espagne |
| Médaille d'or      | 4 mai 2007  | Kumite individuel - 53 kg | Seniors   | Championnats d'Europe 2007 | Bratislava, en Slovaquie               |